# Oberdiessbach
Oberdiessbach är en ort och kommun i distriktet Bern-Mittelland i kantonen Bern, Schweiz. Kommunen har 3 648 invånare (2023).
Kommunen utökades 1 januari 2010 med kommunen Aeschlen och 1 januari 2014 med kommunen Bleiken bei Oberdiessbach.